# Oficyna pałacowa w Kolbuszowej
Oficyna pałacowa w Kolbuszowej – zabytkowy budynek znajdujący się w województwie podkarpackim, w powiecie kolbuszowskim, w Kolbuszowej przy ulicy Kościuszki 6 (dawniej ul. Kościuszki 21).
Budynek wpisany został do rejestru zabytków nieruchomych województwa podkarpackiego.

## Historia
Oficyna powstała prawdopodobnie około 1647 lub 1674 roku jako część zespołu pałacowego Lubomirskich. Znajdowała się wówczas na zewnątrz fosy, a jej zachodnia ściana zwrócona była ku stawowi nazwanemu później Morzem Czerwonym. W 2 połowie XVIII przeszła remont. Pałac spalono w 1769, a na początku XIX wieku, gdy go rozebrano, oficyna stała się siedzibą Anny z Hadików Lubomirskiej, a potem Tyszkiewiczów. Około 1850 roku oraz w drugiej połowie XIX wieku przeszła kolejne renowacje. Siedzibę dworu z oficyny kolbuszowskiej do pałacu w Weryni przeniósł Zdzisław Tyszkiewicz. Ostatnim właścicielem majątku był Jerzy Tyszkiewicz, porucznik kawalerii, uczestnik wojny polsko-bolszewickiej, członek AK, aresztowany przez NKWD w 1944 roku. Zmarł 31 sierpnia 1945 roku w sowieckim obozie w okolicach jeziora Ładoga w ówczesnym Związku Radzieckim.
Od 1900 roku w budynku mieściła się siedziba Wydziału Powiatowego i Rady Szkolnej Okręgowej w Kolbuszowej. W 1930 roku oficyna przeszła kolejną modernizację. W latach 1930–1955 mieściło się w niej przedszkole i klasztor zgromadzenia Sióstr Służebniczek Najświętszej Maryi Panny Niepokalanie Poczętej. Następnie w oficynie mieściły się mieszkania. W 1960 roku przeszła remont. 26 maja 1981 roku została wpisana do rejestru zabytków. W latach 1984–1988 przeszła gruntowną modernizację.
W 2021 roku w budynku mieściły się biura Muzeum Kultury Ludowej w Kolbuszowej oraz siedziba lokalnej grupy działania Siedlisko.

## Architektura
Budynek parterowy, nakryty dachem czterospadowym, zbudowany z drewna modrzewiowego na planie wydłużonego prostokąta, konstrukcji zrębowej, otynkowany na biało. Wnętrze w układzie dwutraktowym.